# Matteo Musso
Matteo Musso (Torino, 18 giugno 1980) è un giornalista italiano.

## Carriera
Matteo Musso ha diretto Il Corriere Sportivo - del quale è stato uno dei fondatori nel 2002 - dal luglio 2005 a dicembre 2014, ed è autore di quattro libri, il primo nel 2010 biografico su Ciro Ferrara e il secondo sulla campionessa di tennis Francesca Schiavone del 2011. Il terzo (uscito a ottobre 2013) racconta la vita dentro e fuori dal campo di Carlos Tévez. Il quarto (agosto 2023) è ATP Il club dei numeri 1 - I Re del Tennis ed è la storia dei 28 numeri 1 del tennis da quando è stata pubblicata la prima classifica computerizzata il 23 agosto 1973. Il libro racconta, tra aneddoti e confessioni, match e trofei, sogni, vittorie e sconfitte di chi ha trascorso alcune o tante ore in cima al mondo del tennis. Con interviste e contributi di Ilie Nastase, Stefan Edberg, Juan Carlos Ferrero, Guga Kuerten, Brad Gilbert, Ivan Ljubicic, Emilio Sanchez, Andrea Gaudenzi e altri ex campioni e addetti ai lavori.

## Libri

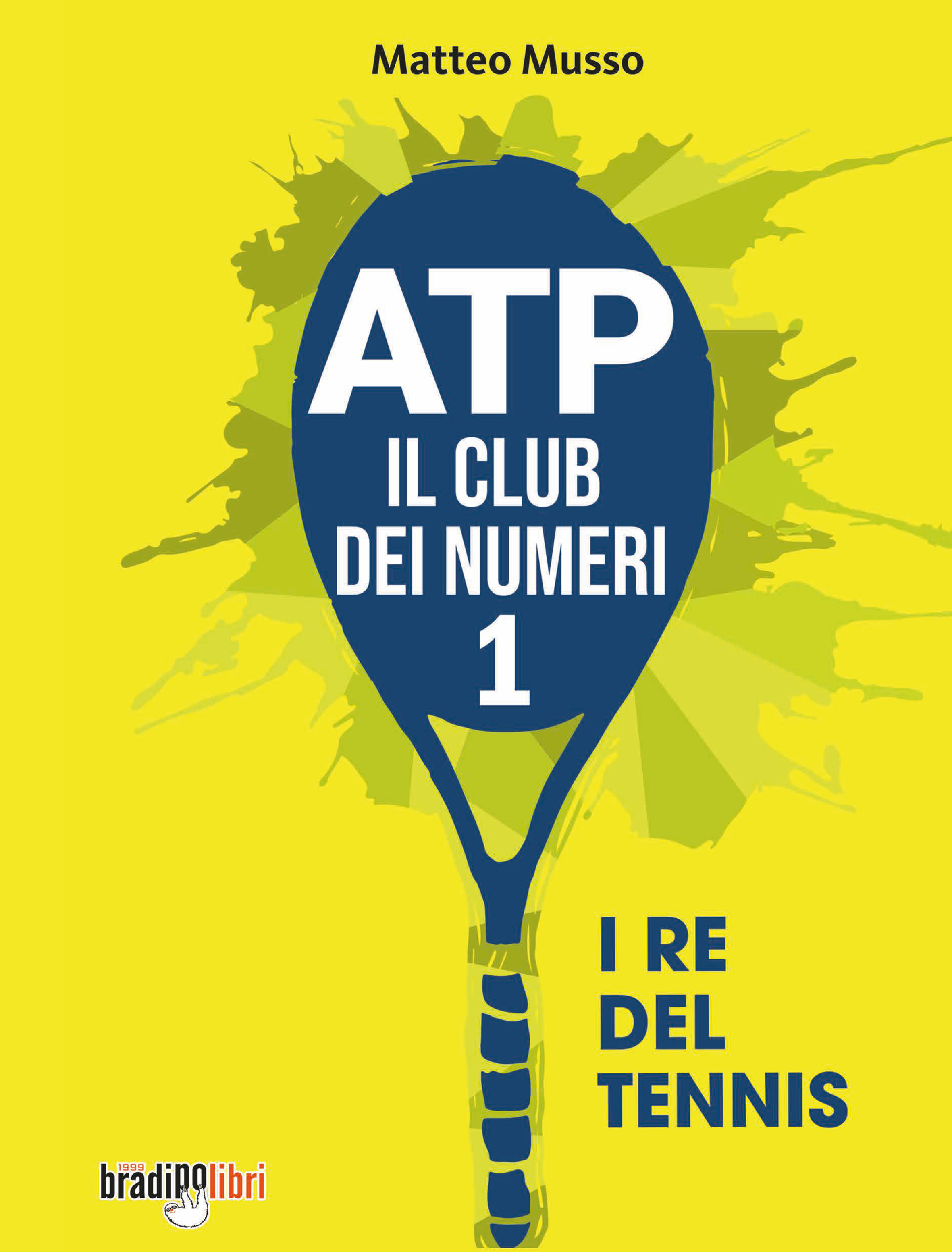
La copertina di ATP Il club dei numeri 1

- Il curioso caso di Ciro Ferrara, prefazione di Darwin Pastorin, Limina editore, 2010, ISBN 978-88-6041-053-5.
- Il favoloso mondo di Francesca. Francesca Schiavone si racconta, prefazione di Rino Tommasi, Limina editore, 2011, ISBN 978-88-6041-112-9.
- Carlito's way. Vita e opere di Carlos Tévez, l'Apache, prefazione di Darwin Pastorin, Ultra editore, 2013.
- ATP Il club dei numeri 1 - I Re del tennis, Bradipolibri, 2023, ISBN 979-1280768100.

| Controllo di autorità | VIAF (EN) 225782197 · ISNI (EN) 0000 0003 6459 5966 · LCCN (EN) no2012006899 |